# 토마 쿠튀르

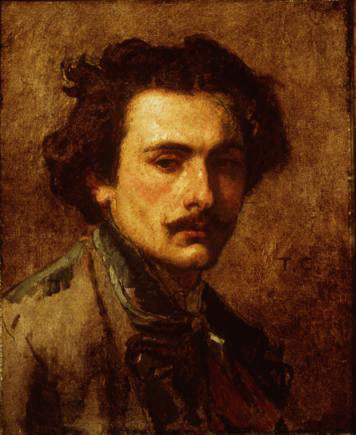

토마 쿠튀르(Thomas Couture, 1815년 12월 21일 ~ 1879년 3월 30일)는 프랑스의 역사화가이자 교사이다. 에두아르 마네, 앙리 팡탱라투르, 피에르 퓌뷔 드 샤반 등을 가르쳤다.
프랑스 상리스에서 태어났다. 11세에 가족은 파리로 이주하여 그곳에서 파리테크 국립고등기술공예학교에서 공부하다가 에콜 데 보자르에서 공부했다.